# 拉傑普特錫克教徒
拉其普特錫克教徒，是指信仰錫克教的拉其普特人。
根據1901年的印度人口普查，有20,000人拉其普特人改宗鍚克教。
在蒙兀兒帝國，很多拉其普特人因反對王室宗教政策加入鍚克教，現在他們已成為錫克人一部分。